# Mariano Zacarías Cazurro
Mariano Zacarías Cazurro García (Tordehumos, 1824-Madrid, 1896) fue un dramaturgo, periodista y político español.

## Biografía
Nació en la localidad vallisoletana de Tordehumos en 1824.
Autor dramático y hombre político, durante algunos años fue redactor de La Iberia, bajo la dirección de Calvo Asensio y Sagasta. Más adelante lo fue de La Época.
Como dramaturgo estrenó Los dos doctores (comedia, 1846), La voluntad del difunto (comedia, 1847), Los dos amigos y el dote (juguete, 1848), Trabajar por cuenta ajena (drama, con Ceferino Suárez Bravo, 1848), La pensión de Venturita (comedia, 1850), Las dos jorobas (capricho cómico, 1850) y El bufón del rey (drama).
Como político ocupó escaño de diputado a Cortes durante el Sexenio Democrático, por los distritos de Denia y Estepa, y, años más tarde, durante la Restauración, por Villalón de Campos. También desempeñó los cargos de subsecretario de la Gobernación y el de consejero de Estado. Al parecer habría terminando siendo «amigo íntimo» de Cánovas.
Falleció en Madrid el 13 de agosto de 1896 a los setenta y tres años de edad. Fue padre del naturalista Manuel Cazurro Ruiz.